# Wybawca Ziemi
Wybawca Ziemi (kor. 콤퓨터핵전함, 폭파대작전, Computer haekjeonham pokpa daejakjeon, ang. Savior of the Earth) – koreański fantastycznonaukowy film animowany z 1983 roku.
W Ameryce film ten został wydany w języku angielskim przez Adda Audio Visual Ltd. – hongkońskiego producenta Josepha Lai pod nazwą Savior of the Earth, wersja ta trafiła do Europy i na niej oparte były późniejsze tłumaczenia na inne języki m.in. francuski (Le sauveur de la terre) i hiszpański (Guardianes de la tierra). W Polsce wersja amerykańska została wydana na kasetach VHS z lektorem i angielskim dubbingiem pod tytułem Wybawca Ziemi. W Korei w 2005 roku film został wydany na DVD.
Wielu krytyków dostrzegło w nim dużo elementów i podobieństw zaczerpniętych m.in. z disnejowskiego filmu fabularnego z 1982 roku pt. Tron. Koreańska animacja opowiada historię pracownika laboratorium – Keitha, który zostaje wciągnięty do świata komputerowego i jest zmuszony do grania w gry komputerowe przez podstępnego Dr Butlera. Keith musi grać, żeby przetrwać i ocalić Ziemię przed zniszczeniem.
Część materiału filmowego została wykorzystana do stworzenia anime Żołnierze kosmicznej błyskawicy (Space Thunder Kids) z 1991 roku.

## Fabuła
W USA, Japonii i we Francji oraz na Ocenie Spokojnym, dochodzi do licznych ataków terrorystycznych. Człowiekiem stojącym za tymi wydarzeniami jest Dr Butler, który próbuje zapanować nad światem za pomocą swoich komputerów. „Wybawcy Ziemi” – dr Kim, Sheila i Keith  wkraczają do walki, aby ocalić ludzkość. Ostateczna bitwa odbędzie się wewnątrz komputera.

## Wersja polska
Wybawca Ziemi (ang. Savior of the Earth) – wersja wydana na VHS z angielskim dubbingiem i polskim lektorem, którym był Wojciech Dziwulski.
- Wersja polska: ARE Studio Video w Gdyni
- Czytał: Wojciech Dziwulski